# Nikopol, Bulgaria
Nicopole (în bulgară Никопол) este un oraș în comuna Nikopol, regiunea Plevna,  Bulgaria. 

## Demografie
Componența etnică a orașului Nicopole
     Bulgari (27,9%)
     Turci (60,89%)
     Nicio identificare (11,2%)
     Altele (0,53%)
La recensământul din 2011, populația orașului Nicopole era de 3.186 locuitori. Din punct de vedere etnic, majoritatea locuitorilor (60,89%) erau turci, cu o minoritate de bulgari (27,9%). Pentru 11,2% din locuitori nu este cunoscută apartenența etnică.